# Тојохито Мочизуки
Тојохито Мочизуки (јап. 望月 豊仁; Шизуока, 18. септембар 1953) бивши је јапански фудбалер.

## Каријера
Током каријере је играо за Фуџицу.

## Репрезентација
За репрезентацију Јапана дебитовао је 1978. године. За тај тим је одиграо 2 утакмице.

## Статистика
| Јапан  | Јапан   | Јапан  |
| Година | Наступи | Голови |
| ------ | ------- | ------ |
| 1978.  | 2       | 0      |
| Укупно | 2       | 0      |